# Лампіка Любомир
Лампіка Любомир (нар. 23 лютого 1910, Зашків, Галичина — пом. 2004, Нью-Йорк) — український бандурист, диригент, громадський діяч.

## Життєпис
Середню освіту здобув у Львові (1922—1930). У 1930-х роках — член ОУН та «Просвіти». За політичну діяльність засуджений і відбував 6 років ув'язнення (1930—1936) у польських тюрмах. На еміграції в Словаччині (1944—1945), Німеччині (1945—1949), з 1949 — у США (Нью-Йорк, Трентон, Нью-Джерсі, Гантер).
Від 1946 р. — член Української капели бандуристів ім. Т. Шевченка під керівництвом Григорія Китастого й Володимира Божика та Ансамблю бандуристів під керівництвом Степана Ганушевського. Учасник ряду концертів цих колективів у Німеччині, США.

## Відзнаки та нагороди
- Лауреат Державної премії України імені Т.Шевченка в складі бандуристів Капели ім. Т.Шевченка (1992)[1].